# Żyła śródkościa czołowa

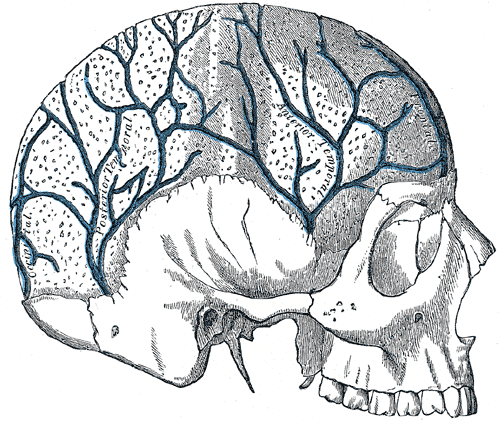
Żyły śródkościa. Żyła śródkościa czołowa podpisana Frontal.

Żyła śródkościa czołowa (łac. vena diploica frontalis) – w anatomii człowieka jedna z żył śródkościa. Przebiega wewnątrz śródkościa w przedniej części czaszki, gdzie się rozgałęzia. W pobliżu linii pośrodkowej opuszcza śródkoście dwiema drogami, na zewnątrz czaszki, gdzie wpada do żyły nadoczodołowej, i do wewnątrz czaszki, gdzie wpada do zatoki strzałkowej górnej.